# Leichtathletik-Gemeinschaft Braunschweig
Die Leichtathletik-Gemeinschaft Braunschweig, kurz LG Braunschweig, ist eine deutsche Leichtathletikgemeinschaft, bestehend aus den Leichtathletik-Abteilungen der Braunschweiger Vereine Eintracht Braunschweig, MTV Braunschweig, PSV Braunschweig, SC Victoria Braunschweig und SV Grün-Weiß Waggum.

## Geschichte und Erfolge
Die LG Braunschweig wurde 1977 als Zusammenschluss von ursprünglich zwölf Braunschweiger Vereinen gegründet. Sie trat dabei die Nachfolge der 1970 gegründeten, jedoch 1975 wieder aufgelösten, ersten Braunschweiger Leichtathletikgemeinschaft an.
Athleten der LG konnten bereits zahlreiche Erfolge bei deutschen und internationalen Meisterschaften, insbesondere beim Langstreckenlauf, erringen. Zu den bekanntesten Sportlern der LG gehörten dabei die Olympiateilnehmer Kai Karsten, Sören Ludolph und Luminita Zaituc, sowie Jürgen Austin-Kerl, Oliver Dietz, Carsten Eich, Jonas Hamm, René Herms, Stefan Koch, Melanie Paschke und Stephanie Storp. Zudem kamen 2012 die äthiopische Marathonläuferin Fate Tola Geleto und ihr Ehemann, der deutsche Crossmeister Musa Roba-Kinkal, zum Laufteam hinzu.
1999 errangen Athleten der Leichtathletik-Gemeinschaft Braunschweig bei den norddeutschen Meisterschaften der Leichtathleten, die im Stadion an der Hamburger Straße ausgetragen wurden, sechs Titel. Insgesamt nahmen 500 Athleten daran teil. In den Jahren 2000, 2004, 2010, 2020, 2021 und 2024 fanden die Deutschen Leichtathletik-Meisterschaften in Braunschweig statt, 2004 und 2010 konnten die Starter der LG Braunschweig dabei jeweils einen Titel holen.